# Orthotrichum sinuosum
Orthotrichum sinuosum là một loài rêu trong họ Orthotrichaceae. Loài này được Lewinsky mô tả khoa học đầu tiên năm 1992.